# Religiose filippesi missionarie dell'insegnamento
Le religiose filippesi missionarie dell'insegnamento (in spagnolo Religiosas Filipenses Misioneras de la Enseñanza) sono un istituto religioso femminile di diritto pontificio: le suore di questa congregazione pospongono al loro nome la sigla R.F.

## Storia
La congregazione fu fondata nel luglio del 1859 a Mataró, in diocesi di Barcellona, dai fratelli Marcos e Gertrude Castañer.
L'istituto ricevette il pontificio decreto di lode il 7 dicembre 1870 e le sue costituzioni furono approvate definitivamente dalla Santa Sede il 21 gennaio 1929.

## Attività e diffusione
Le suore si dedicano particolarmente alla catechesi, alla formazione religiosa e agli esercizi spirituali.
Oltre che in Spagna, sono presenti in Cile, Colombia, Cuba, Messico, Repubblica Dominicana, Stati Uniti d'America, Sudan; la sede generalizia è a Madrid.
Alla fine del 2008 la congregazione contava 232 religiose in 41 case.